# 올리비아 더들리

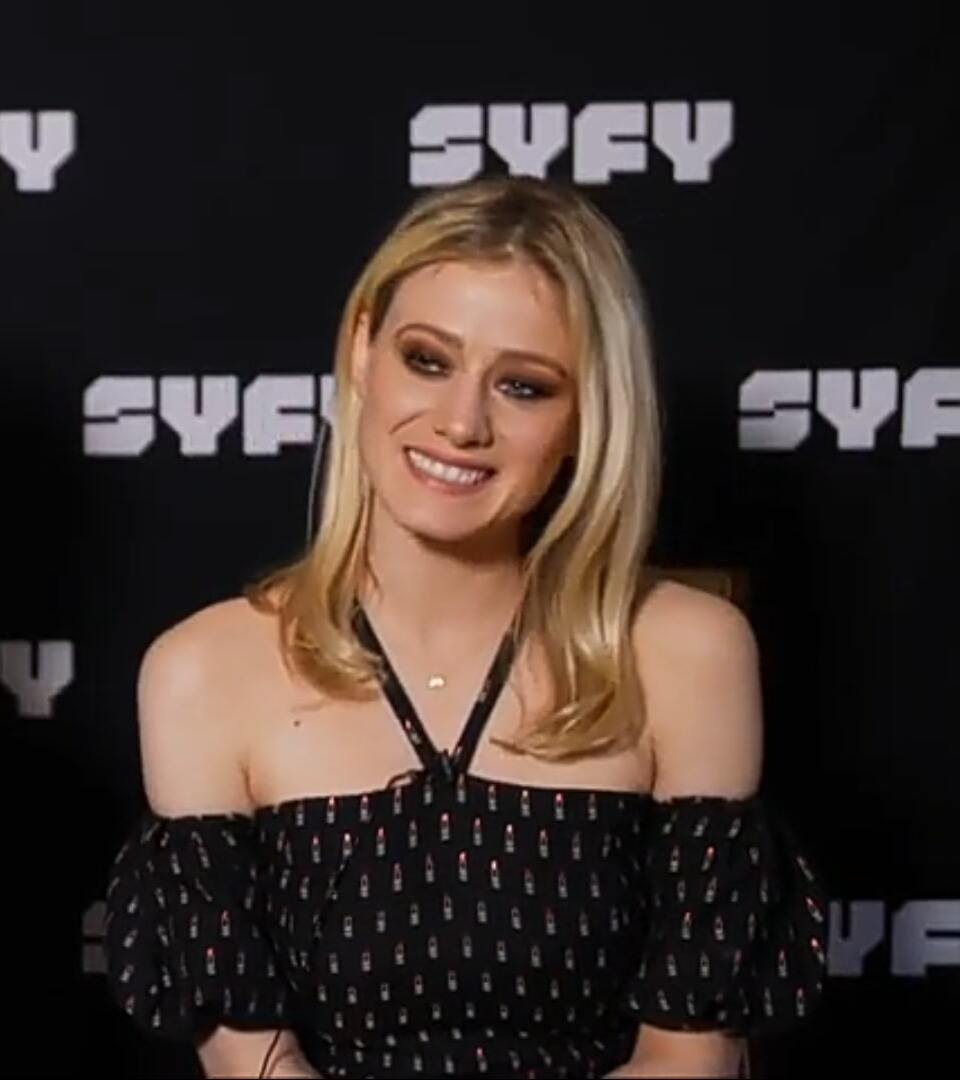

올리비아 테일러 더들리(Olivia Taylor Dudley, 1985년 11월 4일 ~ )는 미국의 배우이다. 2015년까지는 올리비아 더들리로도 병기되곤 했으나 이후 올리비아 테일러 더들리로 표기가 고정되었다.
샌루이스오비스포군 모로베이에서 태어났다.

## 출연 작품

### 영화
- 워크 하드: 듀이 콕스 스토리 (2007)
- Birds of a Feather (2011)
- 칠러라마 (2011)
- 체르노빌 다이어리 (2012) - 내털리 역
- 독재자 (2012)
- 더 바버: 사라진 연쇄 살인마 (2014, The Barber)
- 덤벨스 (2014) - 헤더 역
- 트랜센던스 (2014) - 그루피 역
- 바티칸 사제들 (2015)
- Dude Bro Party Massacre III (2015)
- 파라노말 액티비티: 더 고스트 디멘션 (2015) - 스카일러 역
- 그녀는 내일 죽는다 (2020)

### 텔레비전
- 더 매지션스 (2015-20)